# Lupinus romasanus
Lupinus romasanus är en ärtväxtart som beskrevs av Oskar Eberhard Ulbrich. Lupinus romasanus ingår i släktet lupiner, och familjen ärtväxter. Inga underarter finns listade i Catalogue of Life.